# Episodi di Hawthorne - Angeli in corsia (seconda stagione)
La seconda stagione della serie televisiva Hawthorne - Angeli in corsia è stata trasmessa in prima visione assoluta negli Stati Uniti d'America da TNT dal 22 giugno al 24 agosto 2010.
La stagione è stata trasmessa in prima visione in lingua italiana nella Svizzera italiana da RSI LA1 dal 16 novembre 2011. In Italia la stagione è stata trasmessa in prima visione da Sky Atlantic da 27 maggio al 24 giugno 2015.
| nº | Titolo originale  | Titolo italiano       | Prima TV USA   | Prima TV Svizzera |
| -- | ----------------- | --------------------- | -------------- | ----------------- |
| 1  | No Excuses        | Una nuova sfida       | 22 giugno 2010 | 16 novembre 2011  |
| 2  | The Starting Line | La decisione giusta   | 29 giugno 2010 | 23 novembre 2011  |
| 3  | Road Narrows      | La vita fugge         | 6 luglio 2010  | 30 novembre 2011  |
| 4  | Afterglow         | Una seconda occasione | 13 luglio 2010 | 7 dicembre 2011   |
| 5  | The Match         | Il donatore           | 20 luglio 2010 | 14 dicembre 2011  |
| 6  | Final Curtain     | Paura di impegnarsi   | 27 luglio 2010 | 21 dicembre 2011  |
| 7  | Hidden Truths     | Il gioco delle donne  | 3 agosto 2010  | 28 dicembre 2011  |
| 8  | A Mother Knows    | Una madre sa          | 10 agosto 2010 | 4 gennaio 2012    |
| 9  | Picture Perfect   | Un quadro perfetto    | 17 agosto 2010 | 11 gennaio 2012   |
| 10 | No Exit           | In trappola           | 24 agosto 2010 | 18 gennaio 2012   |